# Trzęsienie ziemi w Adanie (1998)
Trzęsienie ziemi w Adanie (1998) – trzęsienie ziemi o sile 5.9 w skali Richtera, które miało miejsce 27 czerwca 1998 około godziny 16:55 i które nawiedziło prowincję Adana w południowej Turcji. W wyniku trzęsienia śmierć poniosło 145 osób, a około 1500 zostało rannych. Kilka tysięcy osób straciło dach nad głową.
Wstrząsy wystąpiły na głębokości 32 kilometrów. W wyniku trzęsienia najbardziej ucierpiały miasta Adana oraz Ceyhan. Wartość strat materialnych w obu miastach został oszacowana na 1 miliard USD.